# Faculdade de Direito da Universidade de Lisboa
A Faculdade de Direito da Universidade de Lisboa (FDUL) MHSE • MHIP é uma instituição de ensino público universitário dedicada ao ensino do Direito. O único curso de licenciatura (1.º ciclo de Bolonha) da faculdade é a licenciatura em Direito. Existem, contudo, inúmeros programas de pós-graduações, mestrados e doutoramentos que podem variar de ano para ano.
Está sediada na Cidade Universitária de Lisboa, na Alameda da Universidade, perto da Reitoria, em frente à Faculdade de Letras e ao lado do edifício da antiga Faculdade de Psicologia e de Ciências da Educação (hoje Faculdade de Psicologia e Instituto de Educação).

## História

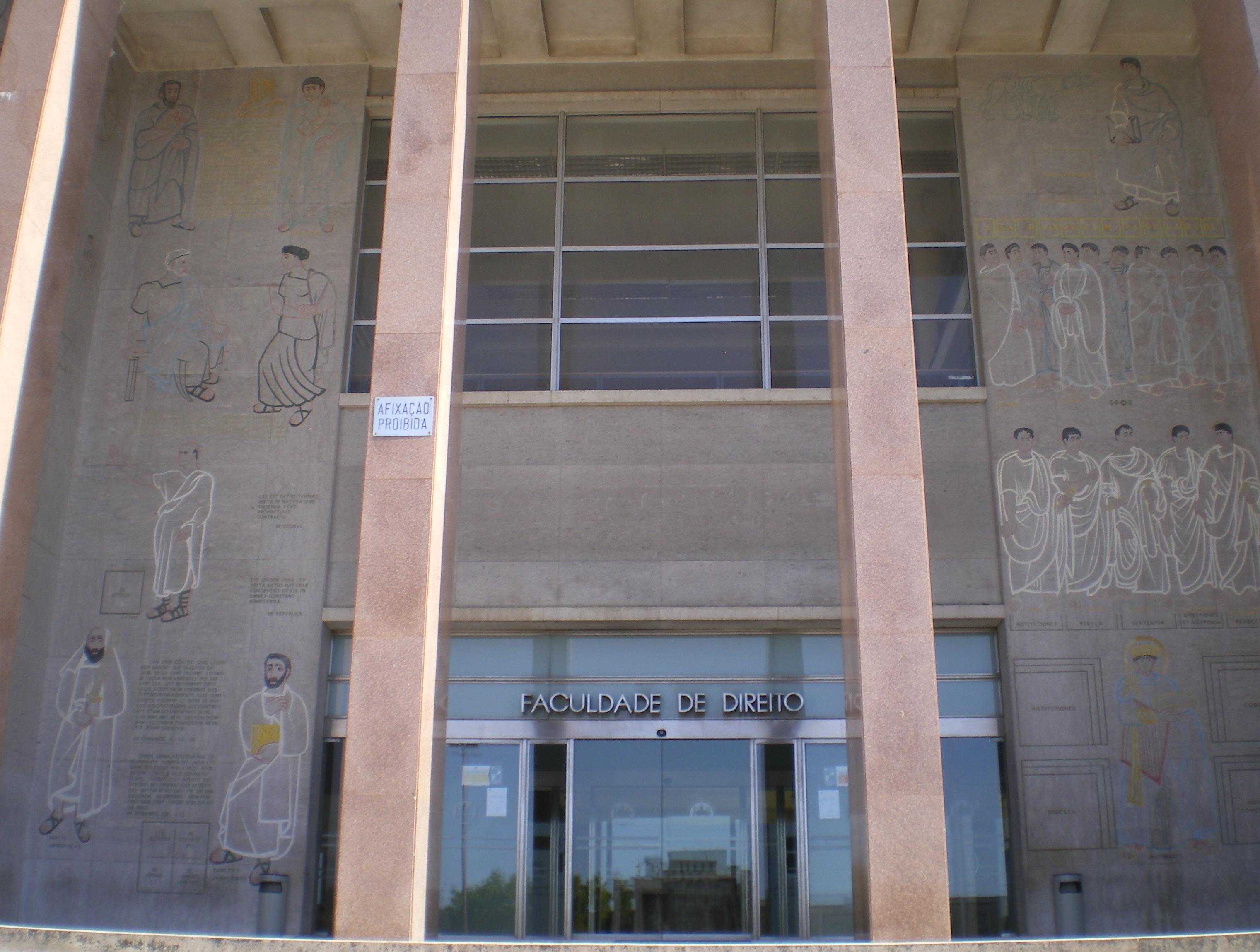
Pórtico da FDUL.

A Faculdade foi fundada no âmbito da criação da Universidade de Lisboa, pelo Governo Provisório da República Portuguesa, em 1911, como Faculdade de Ciências Económicas e Políticas. Contudo, a faculdade, que à data de abertura se designava Faculdade de Estudos Sociais e de Direito, só viria a entrar em funcionamento em 1913. O seu primeiro director foi o histórico líder republicano Afonso Costa. Desde 1918 passou a denominar-se apenas Faculdade de Direito da Universidade de Lisboa (FDUL).
Aquando da sua abertura, a FDUL funcionava no Palácio Valmor, no Campo dos Mártires da Pátria, junto à então Faculdade de Medicina da Universidade de Lisboa. Foi apenas em 1957 que a faculdade foi transferida para a Cidade Universitária, para um edifício da autoria de Porfírio Pardal Monteiro, tal como a Faculdade de Letras da Universidade de Lisboa (FLUL) e a Reitoria. Assim, à semelhança do edifício da FLUL, também o da FDUL é pautado pela simetria, com um pórtico rectangular em que o mármore é adornado por pinturas da autoria de José de Almada Negreiros, tendo no seu interior paineis cerâmicos e tapeçarias de Lino António. Assim, na fachada da FDUL estão representados buscadores de conhecimento cuja acção se encontra directa ou indirectamente ligada ao direito.
A 26 de Maio de 1988 foi feita Membro-Honorário da Ordem da Instrução Pública.
Em 1997 o edifício é submetido a obras, que visavam não só a sua remodelação mas também ampliação. O projecto consistia em dotar a faculdade de um maior número de anfiteatros, gabinetes de investigação, um auditório de conferências e uma sala para simulação de audiências em tribunais, que permitissem albergar o crescente número de estudantes (que de poucas dezenas aquando da abertura passou a mais de quatro mil nos anos oitenta), oferecendo-lhes as melhores condições logísticas possíveis para a sua formação. As obras de ampliação permitiram ainda criar uma biblioteca informatizada e presencial.
Em 2006 foi criada a sala-museu Marcello Caetano, como um espaço que contém o espólio de Marcello Caetano enquanto Professor da FDUL e Reitor da Universidade de Lisboa e que foi cedido pela sua família à Instituição.
A 14 de Abril de 2015 foi feita Membro-Honorário da Antiga, Nobilíssima e Esclarecida Ordem Militar de Sant'Iago da Espada, do Mérito Científico, Literário e Artístico.
A 30 de abril de 2019, a faculdade foi agraciada com a insígnia da Ordem de Rio Branco pelo governo brasileiro.
Pelo Decreto n.º 25/2023, de 22 de setembro, foi conferido ao edifício da Faculdade de Direito de Lisboa (bem como ao conjunto constituído pelos edifícios da Faculdade de Letras e da Reitoria da Universidade de Lisboa, da autoria de Porfírio Pardal Monteiro e António Pardal Monteiro, e a Alameda da Universidade) o estatuto de monumento nacional.

## Organização e administração
A Faculdade de Direito como uma das Escolas da Universidade de Lisboa dispõe de estatutos e de órgãos de governo e de gestão próprios, nos termos do Regime Jurídico das Instituições de Ensino Superior e dos Estatutos da Universidade.
Os atuais Estatutos da Faculdade forma alterados e republicados pelo Despacho n.º 4796/2020, de 30 de março de 2020, publicado no Diário da República, 2.ª série, n.º 78, de 21 de abril de 2020.

### Orgãos da Escola
Os órgãos de gestão da FD-ULisboa são:
- O Conselho de Escola
- O Diretor
- O Conselho de Gestão
- O Conselho Académico
- O Conselho Científico
- O Conselho Pedagógico
- O Conselho Consultivo.

A constituição e eleição dos representantes dos vários órgãos é feita de acordo com as diretrizes estabelecidas pelos Estatutos da Faculdade e publicadas em Diário da República.

### Grupos Científicos
A Faculdade organiza-se em Grupos Científicos, em torno dos quais, tendencialmente e sem prejuízo da interdisciplinaridade, se desenvolve toda a atividade científica da Faculdade:
- Ciências Histórico-Jurídicas
- Ciências Jurídico-Económicas
- Ciências Jurídico-Políticas
- Ciências Jurídicas

Os Grupos Científicos tem como órgão um Plenário constituído pelos professores doutorados do Grupo, coordenado pelo Decano ou pelo Presidente de Grupo, conforme decisão do respetivo Plenário.

### Diretores da FD-ULisboa
- Afonso Costa (1913-1926)
- António de Abranches Ferrão (1926-1928)
- Alberto Rocha Saraiva (1928-1929)
- Joaquim Pedro Martins (1929-1931)
- Abel de Andrade (1931-1936)
- José Gabriel Pinto Coelho (1936-1937)
- Ruy Ulrich (1937-1950)
- Fernando Emygdio da Silva (1950-1956)
- Inocêncio Galvão Telles (1956-1962)
- João Pinto da Costa Leite (1962-1963)
- Raúl Ventura (1963-1965)
- Adelino da Palma Carlos (1965-1969)
- Paulo Cunha (1969)
- Manuel Cavaleiro de Ferreira (1969-1970
- Inocêncio Galvão Telles (1970)
- Manuel Gomes da Silva (1970)
- Raúl Ventura (1970-1971)
- Fernando Olavo (1971)
- Pedro Soares Martínez (1971-1974)
- Isabel de Magalhães Colaço (1978-1979)
- António de Sousa Franco (1979-1985)
- Marcelo Rebelo de Sousa (1985-1988)
- António Menezes Cordeiro (1988-1991)
- Jorge Miranda (1991-2001)
- António de Sousa Franco (2001-2002)
- Luís Menezes Leitão (2002-2004)
- António de Sousa Franco (2004)
- Paulo Otero (2004-2005)
- Miguel Teixeira de Sousa (2005-2007)
- Eduardo Vera-Cruz Pinto (2007-2014)
- Jorge Duarte Pinheiro (2014-2015)
- Pedro Romano Martínez (2015-2020)
- Paula Vaz Freire (2020-2024)[6]
- Eduardo Vera-Cruz Pinto (2024-presente)[7]

## Alumni
| - Adelino da Palma Carlos – advogado, professor universitário, jurisconsulto e político - Afonso Costa – professor universitário e político - Alberto Arons de Carvalho – jornalista, professor universitário e político - Alexandre Soares dos Santos – empresário - André Gonçalves Pereira – advogado e professor universitário - António Figueiredo Lopes – jurista - António Menezes Cordeiro – professor universitário e jurisconsulto - Adriano Moreira – professor universitário e político - Ana Gomes – diplomata e política - António Costa – advogado, político e Primeiro-Ministro - António Maria Pereira – advogado - António Mega Ferreira – jornalista, escritor e gestor cultural - António Sousa Franco – professor universitário, jurisconsulto e político - António Vitorino – advogado e político - Armando Manuel Marques Guedes – professor universitário e jurisconsulto - Arnaldo Matos – fundador e líder do Partido Comunista dos Trabalhadores Portugueses, o "Grande Educador da Classe Operária" - Álvaro Cunhal – advogado e político - Augusto Ferreira do Amaral – jurista e político - Artur Santos Silva – advogado - Basílio Horta – jurista e político - Carlos Pinhão – jornalista - Carlos Pinto Coelho – jornalista - Celeste Cardona – jurista e política - Cristina Esteves – jornalista - Diogo Freitas do Amaral – professor universitário, jurisconsulto e político - Durão Barroso – jurista e político - Fernando Abranches Ferrão – advogado - Fernando Negrão – magistrado judicial, advogado e político - Fernando Rosas – professor universitário e político - Fernando Seara – advogado e político - Francisca van Dunem – magistrada e política - Francisco Sá Carneiro – advogado e político - Francisco Sarsfield Cabral – jornalista - Francisco Pinto Balsemão – jornalista, político e empresário - Guilherme d'Oliveira Martins – jurista, docente universitário e político - Helder Macedo – professor universitário, investigador e historiador de literatura - Henrique Medina Carreira – advogado, docente universitário e comentador político - Henrique Nascimento Rodrigues – funcionário público e jurisconsulto - Inocêncio Galvão Teles – advogado, professor universitário e jurisconsulto | - Jaime Nogueira Pinto – investigador, escritor e empresário - João Barroso Soares – editor e político - João Diogo Nunes Barata – diplomata - João Morais Leitão – advogado e político - João Vale e Azevedo – empresário e dirigente desportivo - João Bosco Mota Amaral – advogado e político - Jorge Braga de Macedo – professor universitário - Jorge Miranda – professor universitário e jurisconsulto - Jorge Sampaio – advogado, político e Presidente da República - José de Azeredo Perdigão – advogado - José de Oliveira Ascensão – advogado, professor universitário e jurisconsulto - José Guilherme Queiroz de Ataíde - diplomata - José Hermano Saraiva – advogado, professor e historiador - José Luís Saldanha Sanches – professor universitário - José Manuel Sérvulo Correia – advogado, professor universitário e jurisconsulto - José Menéres Pimentel – advogado e político - José Ribeiro e Castro – advogado e político - José Vera Jardim – advogado e político - Júlio Castro Caldas – advogado e político - Leonor Beleza – jurista e política - Luís da Câmara Pinto Coelho – professor universitário e jurisconsulto - Luís Filipe Rocha – cineasta - Luís Nobre Guedes – advogado e político - Luiz Francisco Rebello – advogado, dramaturgo e crítico de teatro - Manuel Gonçalves Cavaleiro de Ferreira – professor universitário e jurisconsulto - Manuela Moura Guedes – jornalista e apresentadora de televisão - Marcello Caetano – professor universitário, jurisconsulto e político - Marcelo Rebelo de Sousa – professor universitário, jurisconsulto e Presidente da República - Maria José Morgado – magistrada do Ministério Público - Mário Soares – advogado, político e Presidente da República - Miguel Galvão Teles – advogado - Miguel Sousa Tavares – advogado e jornalista - Pedro Quartin Graça – jurista e político - Pedro Santana Lopes – advogado e político - Pedro Soares Martínez – professor universitário, advogado e político - Rui Machete – advogado e político - Rui Patrício - jurista, político e empresário - Rui Pena – advogado - Rui Pereira – jurista e político - Telmo Correia – advogado e político - Teresa Caeiro – advogada e política - Vasco da Gama Fernandes – advogado e político - Vasco da Graça Moura – poeta, tradutor e político |